# Quantentopf-Infrarot-Photodetektor
Ein Quantentopf-Infrarot-Photodetektor (englisch quantum well infrared photodetector, kurz QWIP-Detektor) ist ein Halbleiterdetektor zum Nachweis von Infrarotstrahlung insbesondere im Bereich 8…14 µm. Alternierende dünne Schichten (typisch um 50) aus III-V-Halbleitern (z. B. AlGaAs/GaAs) mit unterschiedlichen Bandabständen bilden Quantentöpfe, die Infrarotstrahlung absorbieren und Ladungsträger freisetzen.

## Eigenschaften
Sie werden gekühlt betrieben. Üblich sind Temperaturen unterhalb von 77 K, dem Siedepunkt von Stickstoff. Heutzutage wird die Kühlung mit Stirlingmotoren statt flüssigen Stickstoffs bewerkstelligt.
QWIPs haben einige Vor- und Nachteile gegenüber den in vergleichbaren Anwendungen eingesetzten HgCdTe-Fotodioden:
Vorteile:
- geringerer Dunkelstrom
- geringere Lebensdauer thermisch angeregter Ladungsträger
- schmalbandige spektrale Empfindlichkeit

Nachteile:
- Strahlung darf nicht senkrecht zur Schichtabfolge eintreffen (keine Absorption)
- Quantenausbeute geringer (10 %) als bei HgCdTe-Fotodioden (>70 %)

Sie sind prädestiniert für sogenannte Focal Plane Arrays (Kamerachips) im Mittleren Infrarot (um 10 µm Wellenlänge). Aufgrund des geringen Dunkelstromes sind lange Integrationszeiten möglich. Mittels unterschiedlicher Empfangswellenlängen (mehrere Chips) können hochauflösend „Farben“ unterschieden werden.
Aus den Eigenschaften ergeben sich folgende Anwendungen:
- Atmosphärenforschung
- Weltraumforschung
- Thermografie in Wissenschaft und Technik sowie beim Militär

Kamerachips bestehen aus der Quantum-Well-Struktur-Platte, die mit einem Auslesechip (readout integrated circuit (ROIC)) auf Basis von Silizium Pixel für Pixel zweidimensional kontaktiert ist.
Kameras mit QWIP-Arrays mit 640 × 512 Pixeln und hoher Uniformität der Pixel sind preiswert herstellbar. Rauschäquivalente Temperaturdifferenzen von weniger als 10 mK sind erreichbar.